# 遠藤淳 (テレビ番組)
遠藤淳 日本を救え! 僕たちに出来ること（えんどうあつし）は2009年4月3日から2010年6月25日まで毎週金曜24:53〜25:23のバラエティ7枠にテレビ東京系列で放送されていたバラエティ番組。ハイビジョン制作（アナログはサイドカット放送）。

## 概要
今、日本が抱えている様々な社会問題を遠藤と淳が解決していくバラエティ番組。第一回で社会が抱える問題を提示し、第二回以降はガシャポンで「○○問題」とテーマが決まり、何の脈絡も無く、強引な結論を出し、企画に入る。例えば、不景気が問題の回には、「国民がお金を出してくれる手が届きそうなアイドル探し」で各芸能事務所を訪問、募集。中堅芸人問題（ギャラ単価の安い若手、安定した視聴率を取れるベテラン芸人には仕事はあるが、中途半端な中堅芸人には仕事が無いという問題）を取り上げた時は、「韓国でレギュラー番組を取ろう」と言う企画になる。
基本的に代官山のカフェレストランCOLOR代官山（下記リンク参照）から番組が始まる。
2009年7月からは裁判員制度に因んだ職業の違う5名が議論を重ね、答えを一致させ、実際の裁判での判決をあてる「遠藤淳裁判」が多く放送されている。
前述の「国民がお金を出してくれる手が届きそうなアイドル探し」でオーディションを行い、2009年9月12日にメンバーが決定したTHEハンドキャッチーズの楽曲「アイドルだってしたいんだもん」がメンバー決定時から挿入歌となっていて、テレビ東京の携帯電話専用ウェブサイト『てれともばいる』で音楽配信されている。
2010年7月から-シチュエーションコメディ-宇宙犬作戦が決まり、番組終了が決まった。

## 出演者
- 遠藤章造（ココリコ）
- 田村淳（ロンドンブーツ1号2号）
- 吉川未来（ナレーション、～2010年3月）
- 金光祥浩（ナレーション、～2010年3月）

交互に担当していた。
- 松本考平（ナレーション、2010年4月～6月）

## スタッフ
- 構成：石原健次、長谷川優、成瀬正人
- CAM：安達良
- VE：福重伸隆
- 編集：山下靖史
- MA：岡崎博之
- 音響効果：木村陽子
- デザイン：松井夢荘
- メイク：佐野優美子（田村淳担当）
- AD：峰尾圭一・山本薫・上原脩平（NET WEB）
- AP：小笠原耕介（NET WEB）
- ディレクター：佐藤裕司・石井賢次・石田直央（NET WEB）、小比類巻将範（テレビ東京）
- 演出：藤代賢二（NET WEB）
- プロデューサー：星俊一（テレビ東京、以前は演出兼務）、松永容樹（よしもとクリエイティブ・エージェンシー）、辻村たろう（NET WEB）
- 技術協力：池田屋、麻布プラザ
- 制作協力：吉本興業、NET WEB
- 製作著作：テレビ東京

### 過去のスタッフ
- プロデューサー：稲冨聡（よしもとクリエイティブ・エージェンシー）
- AD：加用裕紀（NET WEB）

## 放送時間
| 放送対象地域   | 放送局                   | 系列           | 放送曜日・時間     | 放送開始日     | 備考      |
| -------------- | ------------------------ | -------------- | ------------------ | -------------- | --------- |
| 関東広域圏     | テレビ東京（TX）         | テレビ東京系列 | 金曜 24:53 - 25:23 | 2009年4月3日   | 制作局    |
| 大阪府         | テレビ大阪（TVO）        | テレビ東京系列 | 金曜 24:53 - 25:23 | 2009年4月11日  | 21日遅れ  |
| 愛知県         | テレビ愛知（TVA）        | テレビ東京系列 | 水曜 24:43 - 25:13 | 2009年4月15日  | 12日遅れ  |
| 北海道         | テレビ北海道（TVh）      | テレビ東京系列 | 木曜 25:30 - 26:00 | 2009年4月16日  | 13日遅れ  |
| 岡山県・香川県 | テレビせとうち（TSC）    | テレビ東京系列 | 月曜 24:58 - 25:28 | 2009年4月20日  | 17日遅れ  |
| 福岡県         | TVQ九州放送（TVQ）       | テレビ東京系列 | 月曜 25:23 - 25:53 | 2009年4月20日  | 17日遅れ  |
| 宮城県         | ミヤギテレビ（MMT）      | 日本テレビ系列 | 月曜 25:00 - 25:30 | 2009年4月15日  | 10日遅れ  |
| 長崎県         | 長崎国際テレビ（NIB）    | 日本テレビ系列 | 火曜 24:59 - 25:29 | 2009年4月28日  | 25日遅れ  |
| 石川県         | 石川テレビ（ITC）        | フジテレビ系列 | 金曜 25:10 - 25:50 | 2009年4月17日  | 14日遅れ  |
| 新潟県         | 新潟総合テレビ（NST）    | フジテレビ系列 | 金曜 25:10 - 25:40 | 2009年4月24日  | 21日遅れ  |
| 滋賀県         | びわ湖放送（BBC）        | 独立UHF局      | 木曜 25:30 - 26:00 | 2009年5月14日  | 41日遅れ  |
| 三重県         | 三重テレビ（MTV）        | 独立UHF局      | 木曜 26:20 - 26:50 | 2010年6月3日   |           |
| 熊本県         | 熊本放送（RKK）          | TBS系列        | 月曜 24:55 - 25:25 | 2009年6月3日   |           |
| 山形県         | 山形テレビ（YTS）        | テレビ朝日系列 | 木曜 24:50 - 25:20 | 2009年10月8日  | 119日遅れ |
| 広島県         | 広島ホームテレビ（HOME） | テレビ朝日系列 | 水曜25:15 - 25:45  | 2009年10月27日 | 145日遅れ |

### 放送終了の局
| 放送対象地域 | 放送局                 | 系列           | 放送時期                       |
| ------------ | ---------------------- | -------------- | ------------------------------ |
| 静岡県       | 静岡朝日テレビ（SATV） | テレビ朝日系列 | 2009年10月13日 - 2010年3月30日 |
| 奈良県       | 奈良テレビ（TVN）      | 独立UHF局      | 2009年4月15日 - 2010年4月7日   |

## エンディングテーマ
1. 2009年7月3日 - 2009年10月2日：nawii「終わんない夜に ONE NIGHT LOVE」
2. 2009年10月9日 - :RIKI『LOVEマシーン〜RIKIバージョン〜』

## 備考
- 出演者の二人は、この番組の名前を「センスが古い」と言っていた。ちなみに、このようなネーミングは島田紳助とダウンタウン･松本人志が出演する「松本紳助」、ネプチューン･堀内健とくりぃむしちゅー･有田哲平が出演する「アリケン」と、そのスピンオフ番組である「ホリペイ」などがある。
- 前番組にあたる「モヤモヤさまぁ〜ず2」と同じく、25:23から放送の番組移行はステブレレスとなっている。
- 2010年4月より、テレビ大阪はテレビ東京と2週遅れながら同時刻で放送されているが、翌日の『アリケン』も同様のことが言える。両局は過去に水曜25:20枠の深夜アニメが同時刻で放送されたことがあるが、スポンサーの関係上同時ネットにはならなかった。
- 広島ホームテレビは2010年4月より現時間帯にてレギュラー放送化。開始時はさまぁ〜ず×さまぁ〜ずとの隔週放送を行い、2回分を続けて放送していた。その後に通常の隔週放送となり、上記に到る。